# 仙境传说
《仙境傳說》是由韓國重力社製作發行的一款大型多人在線角色扮演遊戲（MMORPG）。《仙境傳說》最早自2002年8月31日起於韓國開始營運，其后在日本、北美、欧洲、中国大陆、香港、台湾等多地运营。2010年8月30日，台湾运营方更名為“新仙境傳說”，2016年运营权转移回Gravity原厂后更名回“仙境傳說”。遊戲基於南韓漫畫家李命進的作品《仙境傳說》的世界觀而創作，主要背景建立在北歐神話中，但也融合了亞洲、非洲、歐洲許多國家的神話元素等，由於人物插圖非常可愛而受到熱烈的歡迎。之後亦由台灣遊戲公司改編為仙境傳說網頁版。

## 剧情设定
《仙境傳說》的世界觀是一個劍與魔法的幻想世界，原作以北歐神話為基本，所以使用許多與北歐神話有關的用語和物品。此外，本作還安排了部份像僵屍和忍者等東方文化的產物。《仙境傳說》以盧恩米德加爾特大陸(Rune-Midgarts)為舞台。大陸分為3個國家，分別以普隆德拉(Prontera)為首都的盧恩米德加爾特王國，以朱諾(Juno)為首都的秀發茲發德共和國(Schwaltzvald Republic)和以拉赫(Rachel)為首都的阿盧納貝茲教國(Arunafeltz)。仙境傳說的故事是因為人類文明世界的和平受到威脅，冒險者為了尋找被認為支撐著和平的「巨人伊美樂的心臟」而出發旅行。

## 開發
《仙境傳說》是以漫畫《仙境傳說》的故事背景為遊戲設定，而原作中主角的必殺技亦有運用於遊戲內。遊戲設定在漫畫之前，地圖與原作相同，但在世界觀中亦有一些差異（例如光明之神貝爾德的母親原作為提亞美特（Tiamet），在遊戲為弗麗嘉）。

### 畫面
《仙境傳說》是以MMORPG中很少採用的3D地圖及2D人物的表現方式，如與最终幻想系列及其他3D人物的MMORPG相比，可以降低電腦的要求規格，亦可以減低連接人數過多時的延遲，單人遊戲時比其他的遊戲更容易提升等級。遊戲視點以可以轉動的3D為背景，與2D的像素畫結合成的3D遊戲畫面。而畫面的構成則是沿用了重力社在開發《仙境傳說》前製作的一款遊戲《大角星》（ARCTURUS）中的模組。
原作漫畫家李命進擔當R版以前職業造型設計與立繪，R版之後職業立繪為leona。原作《仙境傳說》中也不時出現職業初期造型人物。遊戲程式小圖為漫畫男主角"查爾斯"。而金世羅也是系列畫師之一。《仙境傳說》的人物、怪物及卡片的畫風相當受到女性和低年齡層的歡迎。在網路上，有許多人物插圖網站以及相關的同人誌網站，而日本更發售多位插畫家的漫畫集。「studio DTDS」所屬的韓國插畫家MONSTER GOGO先生和yoyo先生，還有金世罗先生等的插圖也是令遊戲受歡迎主要原因之一。

### 音樂
使用高質素的音質而聞名韓國的音樂團體SoundTeMP親自製作遊戲的背景音樂，有很多網站整理仙境傳說內的背景音樂並供人下載。日文版代言遊戲的片頭曲為《守候永恆的愛》，由土屋亞有子和大久保薰所主唱。

### 地區化地圖計劃
為了開拓世界各國的市場，特別加入各地特色地圖。例如日本的「天津町」、臺灣的「崑崙」、中國大陸的「洛陽」及泰國的「哎喲泰雅」(意旨現實大城府)，但因不獲好評而在2005年3月停止開發，返回以擴大盧恩米德加爾特大陸為方針，但在轉回這個方針後，第一個新增的地圖秀發茲發德共和國的鋼鐵之都－「艾音布羅克」開放後，該城市曾被報導是德國的地區化地圖，但製作團隊已予以否認。

## 營運
除了在韓國(KRO)營運外，亦有向海外發展。首先從在臺灣(TwRO)、香港和日本(JRO)等東亞地區開始，其後在泰國Thailand(TRO)、中國大陸(CRO)、國際(IRO)，伺服器設置在美國）、菲律賓(PRO)、印度尼西亞(IdRO)、馬來西亞／新加坡(MRO／ERO)、歐洲(EuRO)、印度(InRO)、巴西(BRO)、大洋洲(ORO)、越南等世界各地營運。

### 台灣

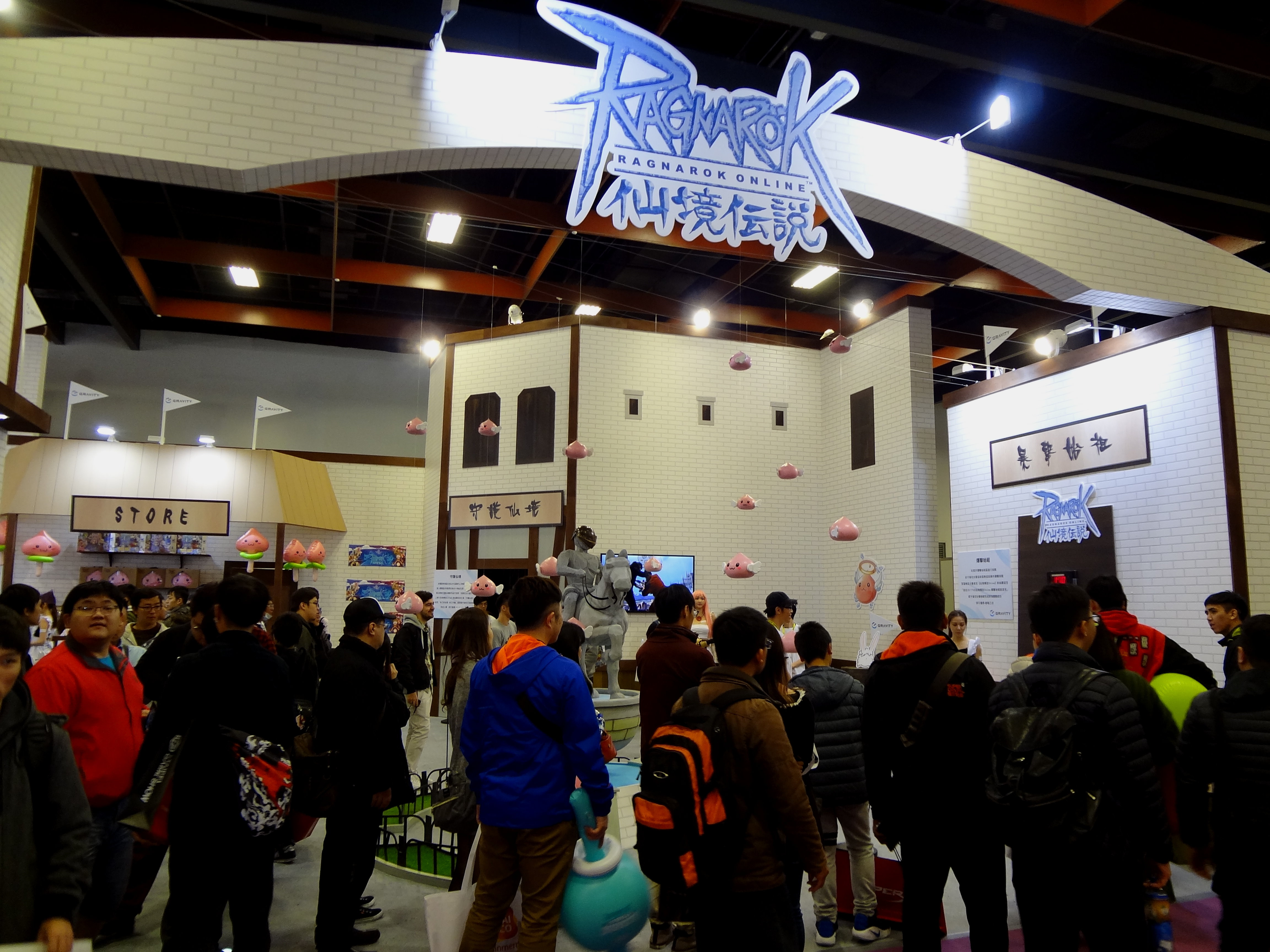
2017年台北國際電玩展，格雷維蒂攤位

2007年2月7日開放二個免費伺服器（波利伺服器、巴風特伺服器），其後也陸續加開小雞、月夜貓、哥布靈等伺服器。2010年9月29日複製月費伺服器資料，加開了二個老朋友免費伺服器（免費查爾斯及免費愛麗絲），設定與免費伺服器相同，但帳號資料與月費經典伺服器共通（商城點數互通）。同時月費伺服器更名為月費經典伺服器。同年11月5日追加了共構分流伺服器「免費查爾斯1、免費查爾斯2」、「免費愛麗絲1、免費愛麗絲2」。
2010年10月6日開放天使波利伺服器。2010年10月21日追加了惡魔波利（與天使波利共構的分流伺服器）伺服器。2010年10月14日開放全區伺服器（普隆德拉），設定同免費伺服器，與月費、免費不同的是新開帳號無需綁定通訊鎖。2010年10月21日加開免費魔王波利伺服器。2010年11月19日加開免費波利之王伺服器。2011年8月17日加開免費黃金波利伺服器。2012年7月18日加開免費彩虹橋伺服器。
2016年3月1日遊戲新幹線宣布台灣代理權將轉回Gravity自主營運（即「GNJOY」，2016年在台灣設子公司「韓商格雷維蒂股份有限公司台灣分公司」，2018年9月改為「格雷維蒂互動股份有限公司」），同年5月31日上午09:00遊戲新幹線正式關閉伺服器、進行資料轉移Gravity伺服器，結束長達13年多的代理。

### 中國大陸
中國大陸於2007年2月1日開放一個新免費伺服器「新生世代」，玩家可以免費享用遊戲中的常規應用服務。另外中國大陸代理盛大網絡於2007年1月、2月、7月中旬，2009年7月，2010年7月開放了六個免費伺服器「聖域之門」、「田園都市」、「峽谷都市」、「世界之树」、「天空之城」、「诸神荣光」，其伺服器的設定與免費伺服器「新生世代」基本相同，爾後「新生世代」、「峽谷都市」伺服器合並為「新生峡谷」伺服器，并再與「世界之树」伺服器合並為「森林峡谷」伺服器，「田園都市」與「诸神荣光」伺服器也合並為「诸神之城」伺服器。
大陸仙境傳說人氣最高的伺服器為「聖域之門」。但是由於失去收費伺服器的金錢過濾，出現RO開測以來最嚴重的陳腐風氣，同時大大破壞了RO原有的寧靜和諧。免費伺服器的出現推動了遊戲內人民幣商業的發展，代練、代買、ROB（RO幣）兌換RMB（人民幣）等等現象普遍。但值得一提的是，免費伺服器的反外掛系統使得伺服器一直以來都沒有出現過外掛。

## 爭議

### 台灣伺服器合併事件
2009年11月30日，RO台灣代理商遊戲新幹線宣布將於12月7日將天使伺服器（野外無法瞬移／使用蒼翅）及狂人伺服器（野外無法瞬移／使用蒼翅；城外地圖可PK－Play killing遊戲殺人，玩家對玩家攻擊）併入一般月服，合併後兩伺服器將改為比照一般月服設定，引起兩伺服器玩家激烈反彈。遊戲新幹線於是於12月1日宣布合併時間暫延至12月14日或15日，並於12月2日提出補償方案，以1:25（月服：狂人幣值）和1:50（月服：天使幣值）之價格補償天使與狂人伺服器玩家之遊戲內財產損失。但天使與狂人玩家認為，由於兩伺服器與一般月服不同之設定，使之一向被視為台版RO中兩個外掛較少之伺服器，而合併之後將喪失此唯二遊戲風氣較為良好之伺服器，並認為當初即因天狂兩伺服器與一般月服不同之設定才選擇天狂，天使與狂人玩家認為官方此舉無異於毀約，且官方在合併前曾推出包月送虛寶之活動，之後再宣布合併，且未提出任何退還月費／季費／年費之措施，更因此而被玩家質疑為是否有詐欺之嫌。有關合併前的活動，官方提出以下說法：因此活動為每季事先與韓國原廠核定的10月份例行性活動，而合併的動作，是依照之後的合約與伺服器狀況所做的選擇，活動並不是為了合併才舉辦，所以並沒有詐欺及毀約的行為。天使與狂人玩家表示無法接受官方之補償方案，並要求官方將天使與狂人伺服器移出此次合併之名單，或是至少將天使與狂人伺服器合併為同一伺服器，並獨立於一般月服之外，天使與狂人玩家進行連署，並於12月4日發起拒上RO之活動，以及12月6日集體前往遊戲新幹線公司請願並遞交連署書以表達此等訴求。
遊戲新幹線公司於是於12月4日再次宣布合併時間變更，預定於2010年1月份再進行合併作業，並從2009年12月9日至預定合併2010年1月份，天使狂人伺服器經驗、JOB經驗和掉寶率加倍，以縮短等級職業平衡。
12月6日，玩家與官方進行協商，官方就伺服器合併提出說明內容如下：
- 韓國伺服器已經沒有天使與狂人這樣伺服器的設定。
- 另外在11月初的合約中提到，韓國原廠已經不會做天使與狂人的更新封包。
- 會繼續營運的只有正式伺服器與免費伺服器。

天使與狂人伺服器持續下去造成之問題是只會停留在現在的版本，無法更新。若是持續就會變成是私人伺服器，這樣的伺服器違反合約。天使與狂人伺服器之選擇惟有合併或關閉伺服器。官方為了天使與狂人伺服器的玩家，只能選擇合併伺服器。其中有玩家提到是否能延長合併至三轉開放。官方表示，雖然三轉開放對玩家是很大的誘因，但是不知道韓國原廠的開發進度與確切開放日期，延長到三轉開放是不可預期的成本，就官方經營的角度來說沒辦法這麼做。所以合併是勢在必行，而事後的補償等等就只能再跟玩家討論。此次歷經兩個小時的協商，因其他眾多問題官方與玩家認知差異，無法討論出結果，最後決定由三位玩家代表負責統整玩家的意見，連絡方式等等，結果與成效仍有待觀察。